# フレドソン・ジョルジェ・ラモス・タヴァレス
フォック（Fock）こと、フレドソン・ジョルジェ・ラモス・タヴァレス（Fredson Jorge Ramos Tavares、1982年7月25日 - ）は、カーボベルデ・サン・ヴィセンテ島出身のプロサッカー選手。バトゥケFC所属。ポジションは、ゴールキーパー。

## クラブ歴
カーボベルデのサン・ヴィセンテ島に生まれ、レアル・ジュニオール・タラファルでプレーを始め、スポルティング・クルーベ・ダ・プライア、CSミンデレンセにも所属した。2010年、初めて海外に渡り、スペイン3部リーグのADセウタへ加入し、1シーズンのみプレーした。
2011年、母国に帰国し、2年間プレーした。

## 代表歴
2009年、カーボベルデ代表として初キャップを記録。翌年5月24日、コヴィリャンで行われたポルトガルとの親善試合にフル出場を果たした。試合は0-0の引き分けに終わった。